# Quetsche

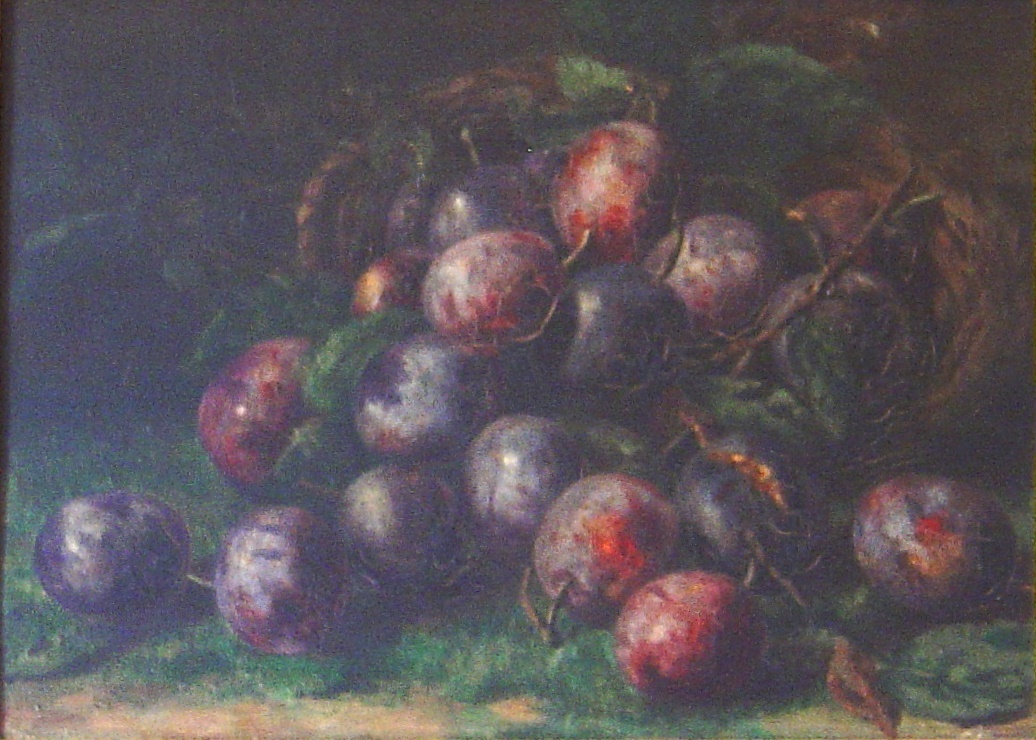
Prunes bleue ou quetsches, peinture appartenant à la collection des ducs de Lorraine, d’où le probable nom de Quiterie qui sera préféré pour ce tableau.
Daté vers 1840.

La quetsche [kwɛtʃ ], appelé pruneau en Suisse romande ou en Franche-Comté, est le fruit du quetschier, l'un des sous-cultivars du prunier de Damas, Prunus domestica subsp. insititia.

## Étymologie
Le mot, d'origine luxembourgeoise, est la variante moyen-allemande de l'allemand standard Zwetsche, Zwetschge « prunier commun, Prunus domestica subsp. domestica », primitivement Twetzschen, qui serait emprunté au franco-provençal ou gallo-italique *davascena (cf. jurassien daveigne, comtois davdgna), issu du latin tardif damascēna, emprunté à son tour au grec damaskênon, signifiant « prune de Damas ».

## Dénomination
On la nomme « quiterie »[réf. nécessaire] dans la région Grand Est de la France, sauf en Alsace où on la trouvera sous le nom de « quetsche » ou de « zwatchka »[réf. nécessaire] (d'où la célèbre « zwatchkawaya », la tarte aux quetsches).
En Suisse romande comme en Franche-Comté, on l'appelle « pruneau » (différent du pruneau français). 
Cultivée au Canada, dans la province de l'Ontario, elle y est commercialisée sous le nom de « prune bleue ». 

## Description
C'est une petite prune qui mûrit dès mi-août, et qui est disponible dans les marchés jusqu'en octobre. Elle est particulièrement répandue en Belgique, au Luxembourg, en  Franche-Comté, Lorraine, Alsace, Allemagne, Suisse et Autriche. 
Sous sa robe violette, elle cache une chair sucrée, acidulée, d’un jaune d’or légèrement foncé. Sa forme est ellipsoïdale. 

## Utilisation
La quetsche se consomme en fruit de table, en confiture, en tarte ou en sorbet.
En Lorraine, en Alsace, en Franche-Comté et dans la région de Bâle, la quetsch est l'eau-de-vie obtenue par distillation de quetsches fermentées. Elle se consomme soit fraîche, soit à la température de la tasse à café. Elle était l'un des constituants du diaprun solutif de la pharmacopée maritime occidentale au XVIIIe siècle.
Elle est la base du Pflaumenmus et du powidl.
Elle est également utilisée pour confectionner la tarte aux pruneaux, le jour du jeûne genevois.
Elle est également utilisée pour faire de l'alcool comme du slivovitz notamment dans les pays slaves de l'Europe centrale et balkanique (Tchéquie, Slovaquie, Slovénie, Pologne, Serbie, Monténégro, Croatie) mais également en Hongrie et en Roumanie.

## Botanique
Nom botanique : Prunus domestica.
Description : fruit ovale, rouge pâle, violet (certaines variantes jaunes), à la chair savoureuse, légèrement acidulé.
- Floraison : printemps.
- Exposition : soleil.
- Type de sol : normal.
- Résistance : -20 °C.
- Récolte : août.

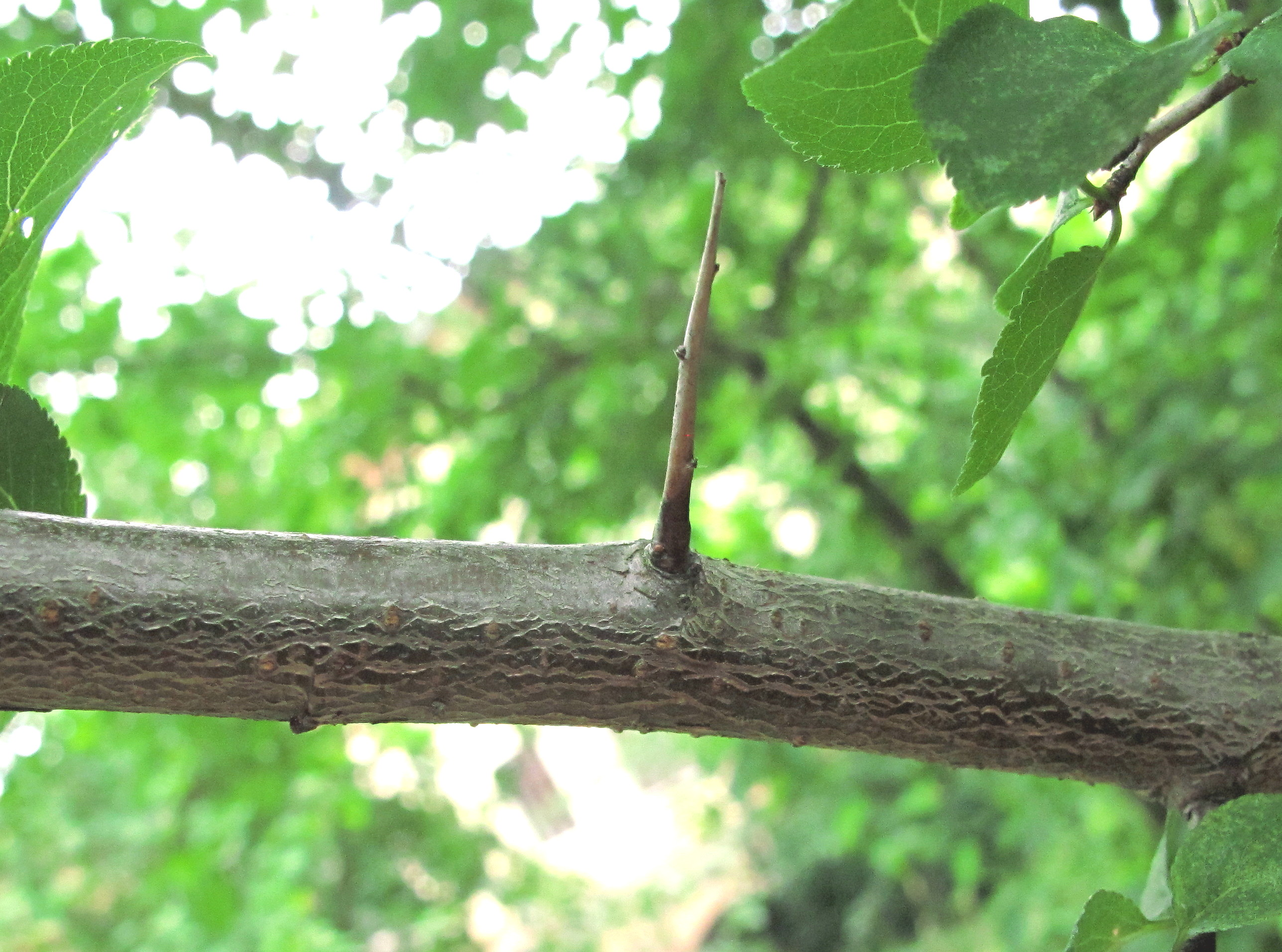
Épine
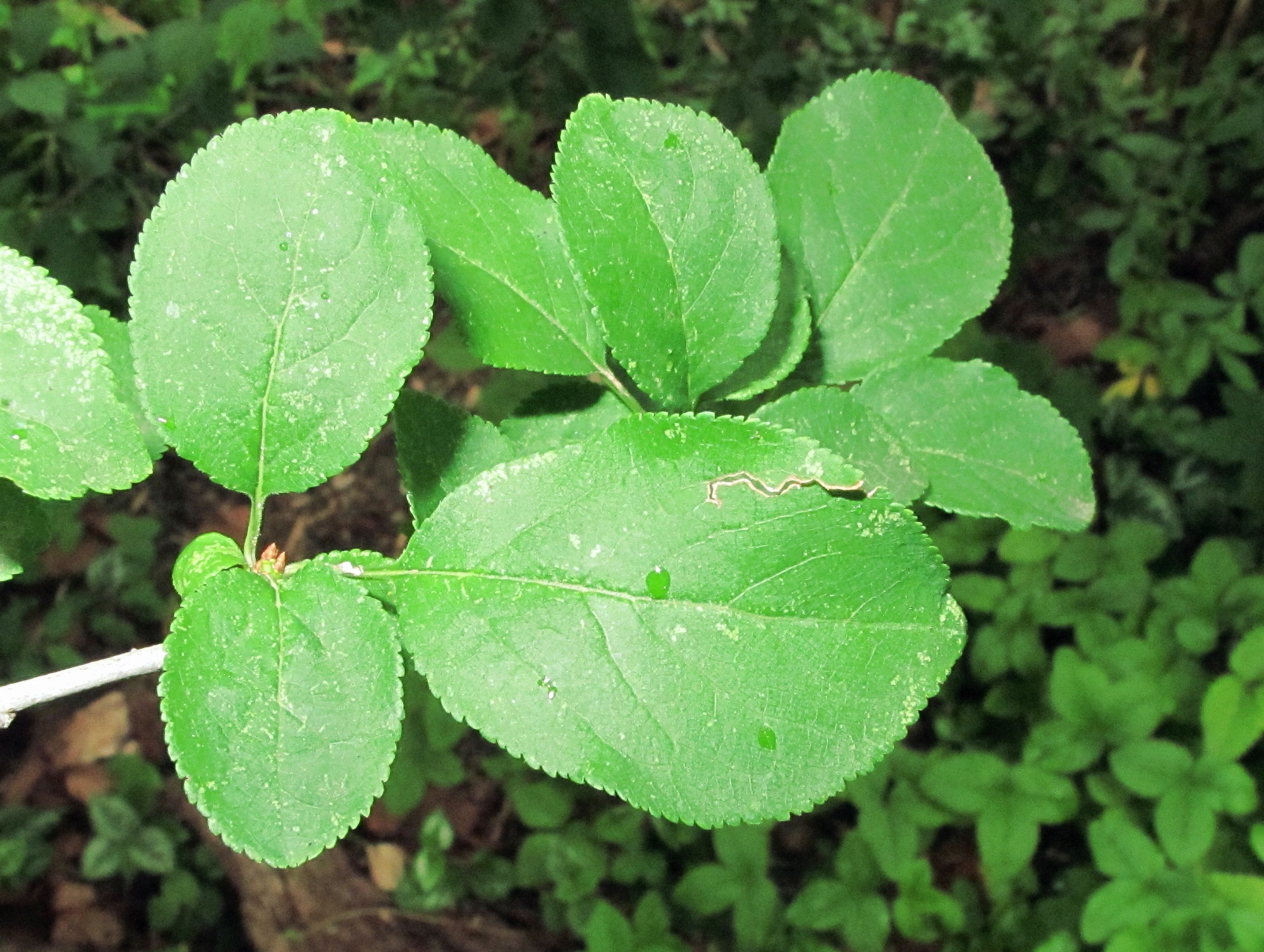
Feuille
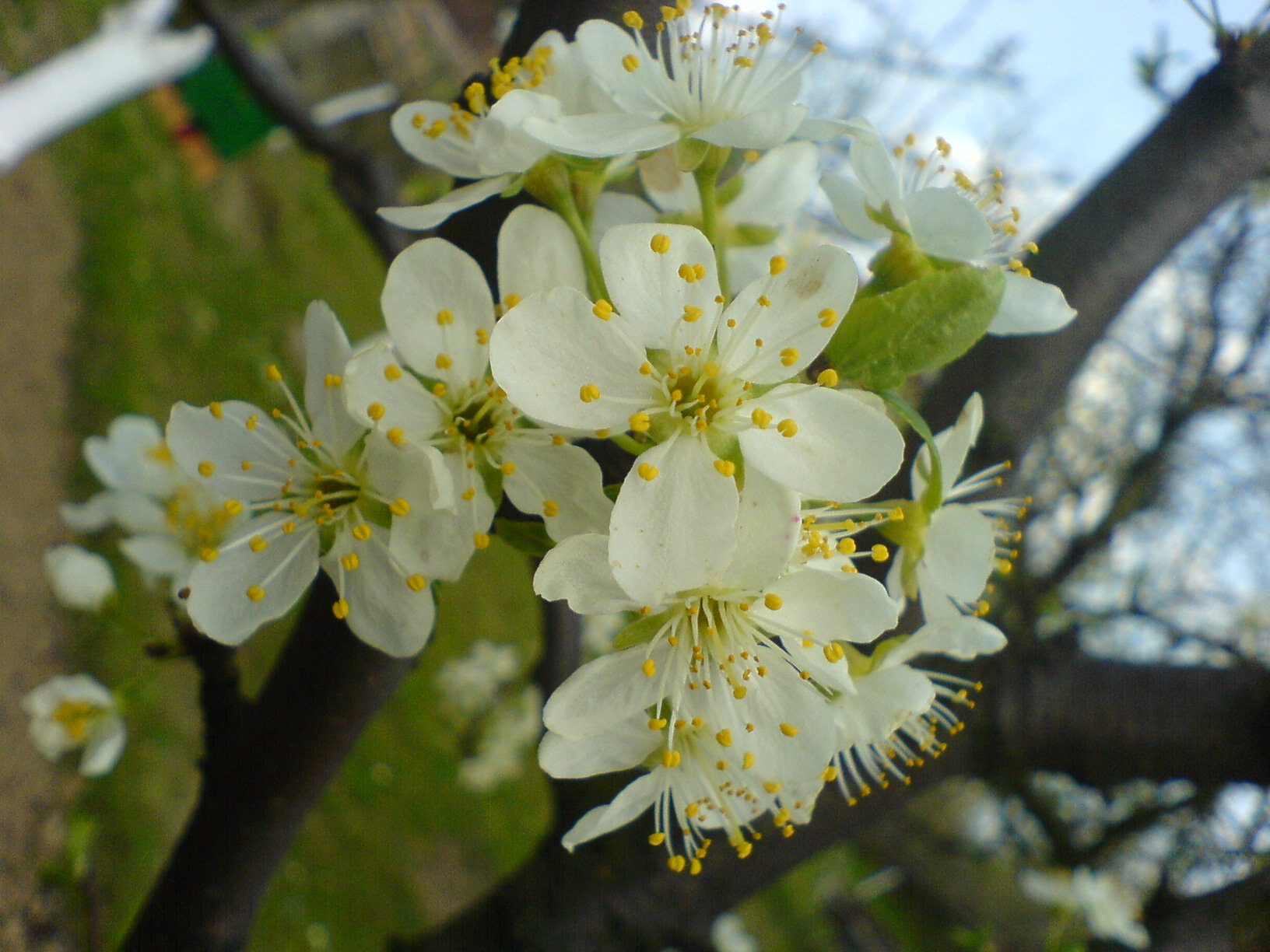
Fleur
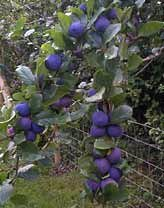
Fruit

## Variantes
Il existe de nombreuses variantes de quetsches : une variante peu connue est la « quetsche blanche », connue sous le nom de quetsche blanche de Létricourt. Ce fruit a la même forme et consistance que les autres quetsches mais est de couleur jaune clair avec une saveur plus sucrée et moins acidulée. Il existe en Angleterre, en particulier dans le Shropshire, une variété de quetsche (angl. damson), plus petite que celle connue en France et avec laquelle est préparée de la confiture.